# Tarab
Tarab (Arabisch: طرب) is een term uit de Arabische muziek die verwijst naar een staat van extatische emotie of muzikale vervoering, veroorzaakt door muziek. Het begrip is zowel een muzikaal genre als een culturele ervaring, waarbij de luisteraar wordt meegesleept in diepe gevoelens van melancholie, vreugde of ontroering. Tarab was vooral populair in het Midden-Oosten tijdens de 19e en 20e eeuw, en vormt een essentieel onderdeel van de klassieke Arabische muziekcultuur.

## Etymologie
Het Arabische woord ṭarab (طرب) betekent letterlijk "verheffing van de geest", "emotionele opwinding" of "muzikale vervoering". Het impliceert een wisselwerking tussen zanger, muzikanten en publiek, waarbij de emotionele intensiteit centraal staat.

## Muzikale kenmerken
Tarab is niet zozeer een strikt afgebakend genre, maar eerder een esthetische en emotionele ervaring. Het wordt meestal geassocieerd met klassieke Arabische muziek en bevat de volgende kenmerken:
- Improvisatie (taqsim, layali, mawwal)
- Langdurige herhalingen van melodische zinnen
- Modale structuren op basis van het maqam-systeem
- Call-and-response tussen zanger en ensemble of publiek
- Sterke vocale expressie die emoties als verdriet, nostalgie of verrukking oproept

De zanger herhaalt soms zinnen of woorden meerdere keren, telkens met een andere intonatie of nuance, om de emotionele impact te verdiepen.

## Sociale en culturele context
Tarab werd traditioneel uitgevoerd in intieme salons (majlis) of op klassieke concertpodia, met een publiek dat actief reageerde met kreten van goedkeuring (“Allah!”, “Ya salam!”). De ervaring was collectief: de zanger voedde zich met de reactie van het publiek en vice versa.
In de 20e eeuw groeide tarab uit tot een dominant fenomeen in de Arabische wereld, vooral in steden als Caïro, Beiroet, en Damascus. Het speelde een belangrijke rol in sociale bijeenkomsten, bruiloften en culturele evenementen.

## Bekende vertolkers van tarab
Tarab wordt sterk geassocieerd met iconische artiesten die hun publiek konden meeslepen in muzikale vervoering. Enkele van de bekendste namen zijn:
- Umm Kulthum (Egypte)
- George Wassouf (Syrië/Libanon)
- Mohammed Abdel Wahab (Egypte)
- Asmahan (Syrië)
- Wadih El Safi (Libanon)
- Sabah Fakhri (Syrië)

Deze artiesten beheersten de kunst van emotionele overbrenging via improvisatie, stemcontrole en poëtische teksten.

## Tarab in de moderne tijd
Hoewel de populariteit van traditionele tarab is afgenomen met de opkomst van commerciële Arabische popmuziek, blijft het genre invloedrijk. Sommige hedendaagse artiesten, zoals Kadim Al Sahir, Rima Khcheich, en Charbel Rouhana, proberen de tarab-traditie te behouden of nieuw leven in te blazen.
In diasporagemeenschappen in Europa en Noord-Amerika worden nog regelmatig tarab-concerten georganiseerd. Ook platforms zoals YouTube en Anghami dragen bij aan het behoud van klassieke tarab-opnames.

## Verwante begrippen
- Maqam – het modale systeem in de Arabische muziek
- Taqsim – instrumentale improvisatie
- Mawwal – vocale improvisatievorm binnen tarab
- Wasla – suite van muzikale stukken binnen één maqam